# The Abattoir Blues Tour
Albums de Nick Cave and the Bad Seeds
B-Sides and Rarities
(2005) Dig, Lazarus, Dig!!!
(2008)
The Abattoir Blues Tour est le second enregistrement de concert sorti par le groupe Nick Cave and the Bad Seeds, sorti en mars 2007. L'édition limitée comprend deux CD audio et deux DVDs.

## Liste des titres

### CD 1
1. O Children (Phillipshalle de Düsseldorf, 18 novembre 2004)
2. Hiding All Away (Apollo de Manchester, 8 novembre 2004)
3. Breathless (Phillipshalle de Düsseldorf, 18 novembre 2004)
4. Get Ready for Love (Phillipshalle de Düsseldorf, 18 novembre 2004)
5. Red Right Hand (Théâtre Falconer de Copenhague, 19 novembre 2004)
6. The Ship Song (Maison de la Mutualité de Paris, 15 novembre 2004)
7. The Weeping Song (Zenith de Munich, 26 novembre 2004)
8. Stagger Lee (Zenith de Munich, 26 novembre 2004)

|Durée approximative : 44 minutes 50 secondes

### CD 2
1. Carry Me (Phillipshalle de Düsseldorf, 18 novembre 2004)
2. Let The Bells Ring (Métropole de Lausanne, 27 novembre 2004)
3. Easy Money (Alcatraz de Milan, 29 novembre 2004)
4. Supernaturally (Maison de la Mutualité de Paris, 15 novembre 2004)
5. Babe, You Turn Me On (Maison de la Mutualité de Paris, 16 novembre 2004)
6. There She Goes, My Beautiful World (Heineken Music Hall d'Amsterdam, 23 novembre 2004)
7. God is in the House (Maison de la Mutualité de Paris, 16 novembre 2004)
8. Deanna (CCH3 de Hambourg, 21 novembre 2004)
9. Lay Me Low (Zenith de Munich, 26 novembre 2004)

|Durée approximative : 46 minutes 56 secondes

### DVD 1

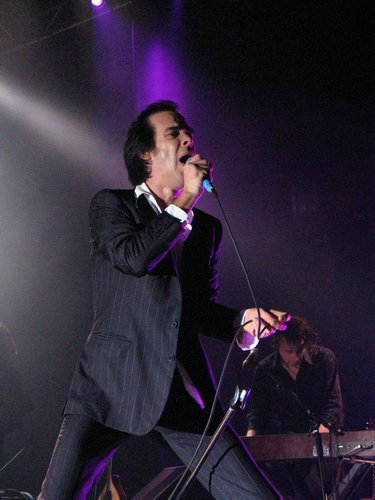
Nick Cave (et James Johnston) lors du concert des Bad Seeds à Florence le 30 novembre 2004

Brixton Academy de Londres, 11 novembre 2004
1. Hiding All Away
2. Messiah Ward
3. Easy Money
4. Supernaturally
5. The Lyre of Orpheus
6. Babe, You Turn Me On
7. Nature Boy
8. Get Ready for Love
9. Carry Me
10. There She Goes, My Beautiful World
11. God is in the House
12. Red Right Hand
13. The Ship Song
14. Stagger Lee

|Durée approximative : 76 minutes 30 secondes

#### Composition du groupe
- Nick Cave : chant, piano
- Martyn P. Casey : basse
- Warren Ellis : violon, mandoline, bouzouki, flûte
- Mick Harvey : guitares, bouzouki
- James Johnston : orgue, guitare
- Conway Savage : piano
- Jim Sclavunos : batterie et percussions
- Thomas Wydler : batterie et percussions

Quatre choristes du London Community Gospel Choir accompagnent le groupe
- Wendi Rose
- Ase Bergstrom
- Eleanor Palmer
- Geo Oneymake

### DVD 2
- Hammersmith Apollo de Londres, 7 juin 2003

1. Wonderful Life
2. Nobody's Baby Now
3. Bring it On
4. Sad Waters
5. Watching Alice
6. Christina the Astonishing
7. Wild World

|Durée approximative : 34 minutes 54 secondes
- The Bring it On Shoot (making of clip de Bring it On)

|Durée approximative : 14 minutes 37 secondes
- Promotional Videos (clips)

1. Bring it On
2. Babe, I'm on Fire
3. Nature Boy
4. Breathless
5. Get Ready for Love

|Durée approximative : 30 minutes 30 secondes
- Abattoir Blues/The Lyre of Orpheus, A short film (vidéo sur l'enregistrement de l'album Abattoir Blues/The Lyre of Orpheus)

|Durée approximative 12 minutes 39 secondes

#### Composition du groupe
- Nick Cave : chant, piano
- Martyn P. Casey : basse
- Warren Ellis : violon
- Mick Harvey : guitares
- James Johnston : orgue
- Conway Savage : piano
- Jim Sclavunos : batterie et percussions
- Thomas Wydler : batterie et percussions

Blixa Bargeld apparaît jouant de la guitare dans les vidéos de Bring it On et de Babe, I'm on Fire, et Chris Bailey chante Bring it On avec Nick Cave aussi bien en concert que sur le clip.